# John Booi
Andreas Joannes (John) Booi (Aruba, 4 november 1932 - aldaar, 25 januari 2016) was een Arubaans topambtenaar en politicus. Van 1965 tot 1985 was hij secretaris van het eilandgebied Aruba en hij was de eerste Arubaan die in deze functie werd benoemd. Booi was medeoprichter van partij ADN en in 1986 de eerste voorzitter van de Staten van Aruba.

## Leven
Booi was een van de acht kinderen van Carmen Fortunata Hieroms en de uit Bonaire afkomstige Andreas Joannes Booi Sr. Hij behaalde zijn MULO-B aan het Dominicus College te Oranjestad en HBS-diploma aan het Radulphus college te Curaçao. In  1953 trad hij in overheidsdienst en vertrok vijf jaar later met een studie-opdracht naar Nederland, waar hij tewerkgesteld werd op het gemeente-secretarie van Elst. Na voltooiing van de opleidingen gemeente-administratie I en II keerde hij in 1963 naar Aruba terug.
In 1965 werd hij benoemd tot secretaris van het eilandgebied Aruba, de eerste Arubaan in deze functie. Reeds in 1964 nam hij waar voor zijn voorganger, L.C.M. Kerstens. Als eilandssecretaris was hij betrokken bij het proces naar de staatkundige afscheiding en verzelfstandiging van Aruba. In de jaren zeventig was hij als adviseur toegevoegd aan de "raadscommissie voor de staatkundige toekomst" en de "koninkrijkscommissie". Booi trad op 22 juli 1985 af als eilandssecretaris en werd opgevolgd door Armando Muyale.
Booi startte hierna aan een politieke carrière. Tezamen met Pedro Bislip en Charro Kelly was hij mede-oprichter van de partij ADN en was hij tussen 1985 en 1987  partijvoorzitter en lijstaanvoerder. Amper vijf maanden na oprichting behaalde de ADN twee zetels bij de verkiezingen van 22 november 1985 en ging als coalitiepartij deel uitmaken van het Kabinet-Henny Eman I. Na zijn aantreden op 1 januari 1986 als statenlid werd Booi, het oudste lid in leeftijd, op grond van artikel II.12 van de nieuwe Staatsregeling van Aruba de eerste voorzitter van de Staten van Aruba. Als tijdelijk fungerend voorzitter had hij de taak de voordrachten en benoeming van een voorzitter en ondervoorzitter te regelen. Vanwege het ontbreken van quorum werd pas in februari 1986 zijn opvolger, Pedro Bislip, als statenlid toegelaten en tot voorzitter gekozen. Booi trad hierna af als voorzitter. Gezien zijn ruime ambtelijke ervaring was hij als statenlid actief in tal van vaste commissies, waaronder rijksaangelegenheden, staatkundige aangelegenheden en samenwerking Nederlandse Antillen-Aruba, openbare orde en justitiële zaken, welzijnszaken, bodemrijkdommen en economische aangelegenheden. Na aandringen van de partijraad stond Booi in januari 1988 zijn statenzetel af aan Charro Kelly, die eerder als minister was opgestapt. Zijn voortijdig aftreden als statenlid was het eerste in de geschiedenis van de Staten van Aruba en werd allerwege betreurd. Booi werd gezien als een voorbeeldig politicus die het algemeen belang boven persoonlijk belang stelde. Hij trok zich vervolgens terug uit de ADN en de actieve politiek.
Booi had een visuele beperking en was ondervoorzitter van de stichting Visueel gehandicapten Aruba (FAVI). In 1980 werd hij gedecoreerd tot officier in de Orde van Oranje-Nassau.
Hij huwde in 1961 Bernadina (Diet) Staring. Zij kregen een dochter.
John Booi · 
Pedro Bislip · 
Hector Gonzalez · 
Felix Flanegien · 
Marco Christiaans ·
Booshi Wever ·
Eddy Croes · 
Frido Croes · 
Marlon Werleman · 
Rudy Croes · 
Mervin Wyatt-Ras · 
Andy Lee · 
Paul Croes · 
Marisol Lopez-Tromp ·
Mervin Wyatt-Ras ·  
Guillfred Besaril · 
Ady Thijsen ·
Edgard Vrolijk